# Watban Ibrahim at-Tikriti
Watban Ibrahim at-Tikriti (ar. وطبان إبراهيم التكريتي; ur. 1952 w Tikricie, zm. 13 sierpnia 2015 w Bagdadzie) – iracki polityk związany z partią Baas.

## Życiorys
Jest przyrodnim bratem Saddama Husajna, młodszym synem jego matki Subhy. Był jednym z twórców irackiej gałęzi partii Baas.
W latach 80. XX wieku należał do najbliższego kręgu doradców Saddama Husajna sprawującego władzę dyktatorską w Iraku. Najprawdopodobniej był jednym z odpowiedzialnych za organizację czystki etnicznej wymierzonej w Kurdów irackich. Do października 1983 był gubernatorem prowincji Salah ad-Din. Stanowisko stracił, gdyż Saddam Husajn uznał go za zbyt niezależnego. Pełnił następnie ważne stanowisko w irackich służbach specjalnych.
W 1991 został ministrem spraw wewnętrznych Iraku i pozostawał na tym stanowisku przez cztery lata. W tym okresie przeprowadził pacyfikację powstania antyrządowego w 1991, podczas której doszło do masowych egzekucji i tortur. Prawdopodobnie organizował również represje względem mniejszości etnicznych i religijnych.
Mimo bliskiego pokrewieństwa z Saddamem Husajnem i faktu, że był jednym z jego doradców, nie cieszył się jego pełnym zaufaniem. W 1995 miał zostać postrzelony w nogę przez syna dyktatora, Udaja.
Po interwencji amerykańskiej w Iraku, której celem był obalenie dyktatury Saddama Husajna, Watban Ibrahim at-Tikriti został zatrzymany przez Kurdów podczas próby ucieczki do Syrii, a następnie wydany Amerykanom. Był na 51. pozycji wśród 55 najbardziej poszukiwanych przez Amerykanów polityków i wojskowych irackich.
11 marca 2009 został skazany na karę śmierci przez powieszenie za udział w aresztowaniu, skazaniu i straceniu 42 handlarzy żywnością oskarżonych o spekulowanie cenami podczas kryzysu zaopatrzeniowego. Na egzekucję oczekiwał w amerykańskim więzieniu Camp Cropper, następnie w czerwcu 2011 został przekazany władzom irackim. Ostatecznie jednak do jego stracenia nie doszło. Watban Ibrahim at-Tikriti zmarł w więzieniu z powodu nieuleczalnej choroby.